# موكسايكا
بلدية موكسايكا (بالإسبانية: Muxika)‏ هي بلدية تقع في مقاطعة بيسكاي, التي تقع في منطقة الباسك شمالي إسبانيا.

## أعلام
- إنيكو خواريجي

## وصلات خارجية
- (بالإسبانية)